# Tom Lockyer
Thomas Alun Lockyer (* 3. prosince 1994 Cardiff) je velšský profesionální fotbalista, který hraje na pozici středního obránce za anglický klub Luton Town FC a za velšský národní tým.

## Klubová kariéra
Lockyer se v roce 2011 přesunul z akademie Cardiffu City do anglického Bristolu Rovers, kde se během svého osmiletého angažmá stal jedním z klíčových hráčů klubu. Po sezóně 2018/19 zamířil do Charltonu Athletic, kde však strávil jen jeden rok.

### Luton Town
Dne 1. září 2020 Lockyer přestoupil po vypršení smlouvy v Charltonu do Lutonu Town.
V sezóně 2022/23 se Lockyer stal po zranění Sonnyho Bradleyho se stal kapitánem mužstva. 23. dubna 2023 byl Lockyer zařazen do nejlepší jedenáctky sezóny EFL Championship. Na slavnostním vyhlášení v Lutonu na konci sezony si odnesl pět ocenění, především cenu pro nejlepšího hráče sezony. 16. května 2023 vstřelil důležitý gól v semifinále play-off proti Sunderlandu a poslal klub do finále na stadion ve Wembley.
Lockyer nastoupil v základní sestavě ve finále play-off proti Coventry City, ale poté, co v 11. minutě prvního poločasu zkolaboval, byl odnesen ze hřiště a převezen do nemocnice. Během oslav vítězství Lutonu po penaltovém rozstřelu se hráči Lutonu při přebírání trofeje promenádovali v dresu s Lockyerovým jménem a klub zveřejnil fotografii Lockyera slavícího na nemocničním lůžku. 31. května klub potvrdil, že Lockyer opustil nemocnici. Po operaci srdce oznámil, že může pokračovat ve své kariéře.

## Reprezentační kariéra
V říjnu 2015 Lockyer debutoval za velšský výběr hráčů do 21 let v zápase s Dánskem (remíza 0:0).
V červnu 2017 byl Lockyer poprvé povolán do velšského seniorského týmu a zůstal nevyužitým náhradníkem při remíze 1:1 se Srbskem. Druhé povolání do seniorské reprezentace obdržel 25. srpna 2017 na kvalifikační zápasy proti Rakousku a Moldavsku. Za reprezentační tým debutoval 14. listopadu 2017 jako střídající hráč v poločase utkání s Panamou (remíza 1:1).
V květnu 2021 byl povolán do reprezentace Walesu na závěrečný turnaj Euro 2020. Na turnaji však neodehrál ani minutu a jen z lavičky přihlížel ke čtvrtfinálovému vypadnutí s Dánskem po prohře 0:4.
Dne 9. listopadu 2022, více než rok poté, co naposledy reprezentoval svou zemi, byl Lockyer nominován na nadcházející mistrovství světa 2022. Ani na světovém šampionátu však do žádného utkání nezasáhl, Wales z turnaje vypadl v základní skupině.